# Puerto de Sarandë

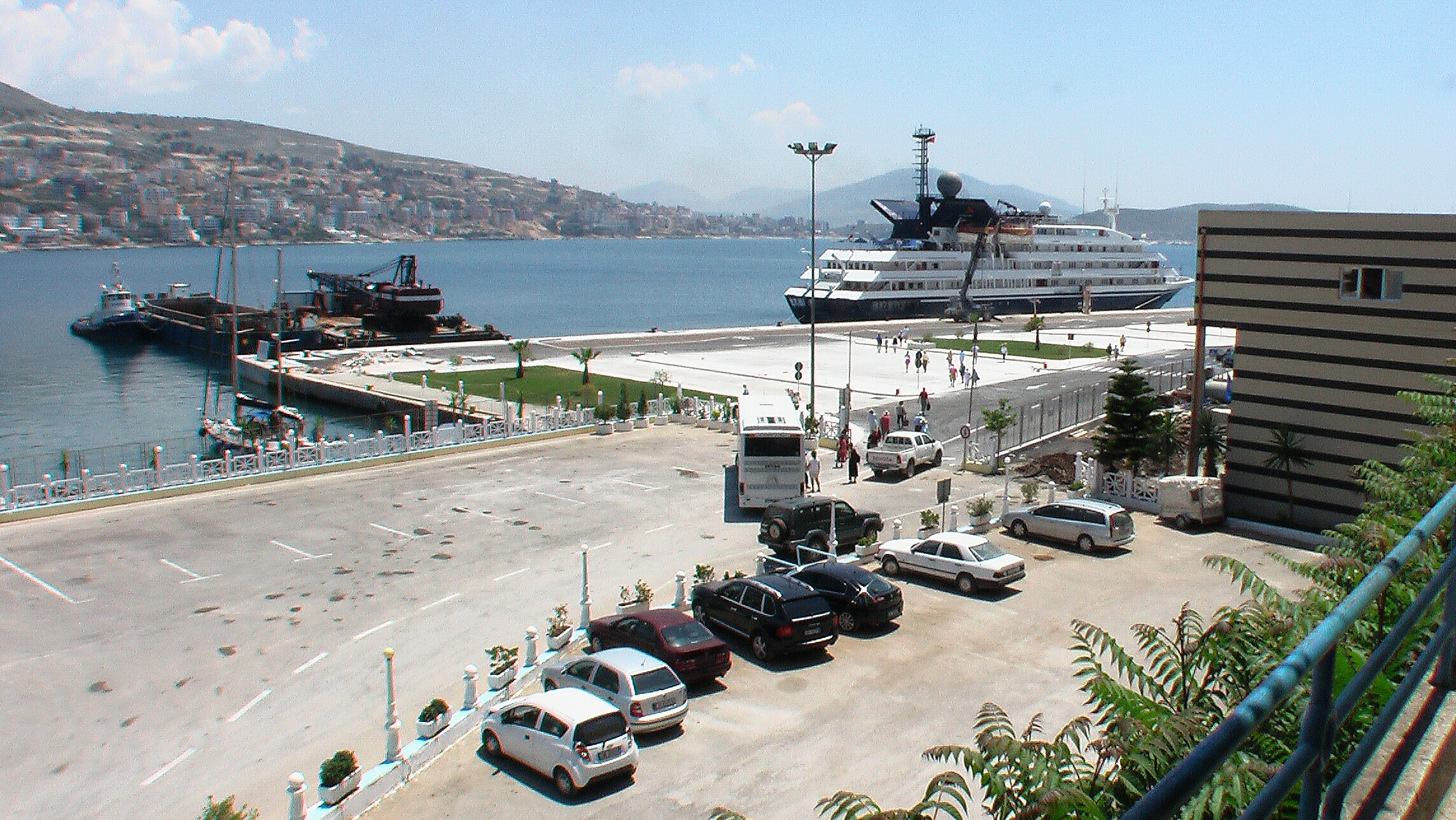

El Puerto de Sarandë (en albanés: Porti i Sarandës) es un puerto de marítimo en la ciudad de Sarandë, Albania. A partir de 2012, el puerto experimentó una expansión para incluir una terminal de cruceros. Partiendo desde el pequeño tamaño del puerto, las líneas de cruceros no pueden atracar en el puerto. En cambio, un barco rápido sirve turistas de ida y vuelta entre los cruceros y el puerto. 